# Smart Access
Smart Access（スマートアクセス）とは、カシオ計算機製の各種腕時計の一部製品に搭載された機能の名称。電子式リューズを搭載し、時計の各針をそれぞれ別個のモーターで独立稼働する機構「Multi Mission Drive（マルチミッションドライブ）」との組み合わせにより、アナログ時計としての機能と操作性を両立させている。
リューズと内部モジュールとは機械的には直接繋がっておらず、リューズ先端に磁石が取付けられており、リューズを操作すると内部モジュールの磁気センサーが動作を感知する仕組となっている。リューズは回転操作のほか、押したり引っぱったりする操作も行える。
計算機の製造からスタートしたカシオ計算機は、従来、アナログ腕時計においてもエレクトロニクス技術を駆使して「リューズレス」を謳っており、アナログ腕時計はのほとんどについても押しボタンのみが搭載され、永らくリューズが無い構造だったことが特徴だった。2010年よりOCEANUSの一部のモデルに搭載され、2011年にはEDIFICEの上位モデルにも搭載されるようになった。2012年以降はPROTREKやG-SHOCKにも搭載され、同社のソーラー電波アナログ腕時計の大半に搭載されるようになった。
操作方法はモデルによって異なるが、大まかには下記の通り。
押し
モード切替
長押しすると各モードから直接基本モードへ戻る
引き
各モード訂正状態
引き＋回転
都市切替、アラーム時刻セット等